# 山田譲
山田 譲（やまだ ゆずる、1924年7月16日 - 2011年6月24日）は、日本の政治家。日本社会党参議院議員（1期）。86歳没。

## 来歴
長野県諏訪郡上諏訪町（現・諏訪市）出身。長野県諏訪中学校（現・長野県諏訪清陵高等学校）を経て、1948年東京大学法学部政治学科卒。北海道庁に勤務した後、1951年労働省に入る。年少労働課長、群馬労働基準局長などを歴任し、1976年の群馬県知事選に革新系候補として立候補したが落選した。その後1980年の第12回参議院議員通常選挙で日本社会党公認で立候補して当選した。党内では政審副会長を務めた。1期務めた1986年に引退。この他、雇用促進事業団総務部長、群馬県労生協理事長、日本大学講師なども務めた。2011年死去。